# Anh Ngọc (nhà báo)
Trương Anh Ngọc (sinh ngày 19 tháng 1 năm 1976), thường được biết đến với tên gọi Anh Ngọc, là một nam phóng viên, bình luận viên thể thao, nhà văn kiêm nhà báo người Việt Nam. Anh được biết đến là một trong những phóng viên thể thao hàng đầu của Việt Nam, chủ yếu ở lĩnh vực bóng đá và đặc biệt là bóng đá Ý. Ngoài ra, anh cũng nổi tiếng là một trong những bình luận viên được yêu thích qua nhiều giải đấu và là phóng viên tác nghiệp tại các sự kiện thể thao lớn trong và ngoài nước. Kể từ năm 2010, anh là phóng viên Việt Nam đầu tiên và duy nhất cho tới nay được tạp chí danh tiếng France Football mời tham gia bình chọn cho danh hiệu Quả bóng vàng châu Âu.
Ngoài việc là phóng viên thể thao, công việc chính của Anh Ngọc là phóng viên thông tin quốc tế. Anh là trưởng cơ quan thường trú của Thông tấn xã Việt Nam tại Ý trong giai đoạn 2007–2010 và 2013–2016. Trong các giai đoạn 2010–2013 và 2016 đến nay, anh còn làm biên tập viên rồi thư ký tòa soạn cho báo Thể thao & Văn hóa, ngoài ra cũng là cộng tác viên của nhiều đài truyền hình cùng nhiều tờ báo và tạp chí lớn. Từ tháng 2 năm 2011, anh sở hữu một chuyên mục riêng trên báo Thể thao & Văn hóa mang tên Anh Ngọc & Calcio, và sau đó là một chương trình cùng tên được phát sóng hàng tuần từ tháng 9 năm 2012 trên hệ thống truyền hình cáp của Đài Truyền hình Việt Nam (VTVCab). Anh cũng là người phát động phong trào "Cổ vũ bóng đá có văn hóa" trong cộng đồng bóng đá Việt Nam vào đầu năm 2013. Năm 2018, anh trở lại làm bình luận viên cho giải Serie A trên truyền hình FPT.
Bên cạnh công việc phóng viên, Anh Ngọc cũng đã cho ra mắt những cuốn ký sự viết về hành trình khám phá và tác nghiệp của mình. Cuốn sách đầu tay Nước Ý, câu chuyện tình của tôi được phát hành vào tháng 5 năm 2012 đã nhận được nhiều đánh giá rất tích cực từ người hâm mộ. Các cuốn bút ký tiếp theo Phút 90++ (2013), Nghìn ngày nước Ý, nghìn ngày yêu (2017), Hẹn hò với Paris (2018) và Đi khi ta còn trẻ (2022) đều đã gặt hái thành công nhất định.

## Thiếu thời
Anh Ngọc sinh ngày 19 tháng 1 năm 1976 tại Hà Nội. Từ nhỏ, anh theo học tại trường tiểu học Tây Sơn, sau đó là trường Trung học cơ sở Lê Ngọc Hân và Trung học phổ thông Lý Thường Kiệt. Cha anh, Trương Đức Anh, từng là phóng viên Thông tấn xã Giải Phóng ở mặt trận Quảng Trị năm 1972 và chính là hình mẫu phấn đấu của anh. Ông Trương Đức Anh từng giữ chức Phó Tổng Giám đốc Thông tấn xã Việt Nam.
Sau một lần đọc bài viết trên báo Thể thao & Văn hóa về chức vô địch Giải vô địch bóng đá thế giới 1982 của đội tuyền Ý, anh bắt đầu quan tâm tới môn thể thao và đất nước này. Bài viết đầu tiên được đăng báo của Anh Ngọc là bài bình luận chiến thắng của đội bóng Tây Ban Nha Barcelona trên báo Thể thao Việt Nam vào tháng 5 năm 1992. Năm 1994, anh thi đỗ vào Khoa Báo chí của Trường Đại học Khoa học Xã hội và Nhân văn, Đại học Quốc gia Hà Nội.
Thời sinh viên, Anh Ngọc thường xuyên tham gia các trận đấu bóng đá của trường và được bạn bè đặt cho biệt danh "Thierry Lazure". Năm 1997, anh giành được suất học bổng để theo học khoa Báo chí và Truyền thông tại Đại học Công nghệ Nanyang (Singapore), chuyên ngành về công nghệ truyền thông và ảnh báo chí.

## Sự nghiệp

### Sự nghiệp phóng viên
Trở về từ Singapore vào năm 1998, Anh Ngọc được mời về thiết kế website và suýt nữa đã trở thành nhân viên của Công ty Điện toán và truyền số liệu, song tình yêu bóng đá đã đưa anh trở thành biên tập viên thể thao của Đài Phát thanh và Truyền hình Hà Nội. Công việc ban đầu của anh chỉ là bình luận những trận phát lại thay thế cho biên tập viên Long Hải. Trong thời gian làm việc tại đây, Anh Ngọc tham gia vào nhiều vị trí khác nhau như bình luận viên, phóng viên ảnh, thậm chí từng làm biên tập viên cho một chương trình âm nhạc quốc tế có tên Giai điệu cuối tuần trong giai đoạn 1999–2000. Ngoài ra, anh cũng là người phụ trách chuyên mục "Cabin bình luận viên" trên báo Hoa Học Trò từ năm 2000 đến 2002, cùng với đó là xuất hiện cùng với 2 bình luận viên Quang Huy và Long Vũ trong số đầu tiên của Hoa học trò 2! năm 2002. Anh trở thành bình luận viên chính thức của giải Serie A kể từ mùa giải 1998–1999. Đây là chương trình truyền hình thể thao trực tiếp đầu tiên của Đài truyền hình Hà Nội, và cũng vì lý do trên mà anh bắt đầu tự mày mò học tiếng Ý. Tiếp đó, anh tham gia bình luận giải đấu Euro 2000 của đài. Trận đấu cuối cùng anh bình luận cho đài là chiến thắng 4–2 của Lazio trước Inter Milan mùa giải 2001–02.
~ Anh Ngọc, trong chương trình Khách của VTV3 tháng 10 năm 2012
Sau 4 năm công tác, Anh Ngọc chuyển sang làm việc tại Thông tấn xã Việt Nam, cụ thể là báo Thể thao & Văn hóa, vào tháng 5 năm 2002. Tại đây, công việc chính của Anh Ngọc là phóng viên thời sự quốc tế, tuy nhiên anh vẫn tiếp tục viết bài về bóng đá và làm bình luận viên cho Đài Truyền hình Kỹ thuật số VTC. Năm 2007, anh là trưởng cơ quan thường trú của Thông tấn xã Việt Nam tại Ý trong nhiệm kỳ 3 năm. Trở về nước vào năm 2010, anh trở thành biên tập viên và thư ký tòa soạn, phụ trách mảng thể thao của báo Thể thao & Văn hóa. Từ tháng 2 năm 2011, anh sở hữu chuyên mục riêng mang tên Anh Ngọc & Calcio trên báo Thể thao & Văn hóa, không lâu sau đó chương trình cùng tên được lên sóng trên kênh Bóng đá TV của VTVCab. Chương trình được đánh giá cao và có được đông đảo người hâm mộ theo dõi hàng tuần. Tháng 10 năm 2013, Anh Ngọc quay trở lại Ý, tiếp tục nhiệm kỳ thứ hai của mình trong vai trò trưởng cơ quan thường trú tại đây.
Anh Ngọc chính là phóng viên Việt Nam duy nhất có mặt tại Oman vào tháng 10 năm 2003 trong chiến thắng lịch sử 1-0 của đội tuyển quốc gia trước đội tuyển Hàn Quốc – đội vừa giành vị trí thứ 4 thế giới ở World Cup 2002 – với bàn thắng duy nhất của Phạm Văn Quyến. Sau chuyến đi đó, anh đã thực hiện loạt bài độc quyền cho báo Thể thao & Văn hóa, trong đó có bài phỏng vấn Văn Quyến ngay sau trận đấu.
Anh Ngọc tham gia trực tiếp viết bài phục vụ các sự kiện bóng đá lớn như World Cup 2002 và thực hiện nội dung của chương trình Tin nhanh World Cup 2006 của Thông tấn xã Việt Nam. Trong thời gian diễn ra Euro 2004, anh chỉ tham gia làm khách mời truyền hình. Xuyên suốt World Cup 2006, anh tham gia bình luận trực tiếp 7 trận đấu của đội tuyển Ý cùng bình luận viên Quang Huy (giải đấu mà đội tuyển Ý lên ngôi vô địch). Sau đó, anh là đặc phái viên chính thức của Thông tấn xã Việt Nam, trực tiếp đưa tin tức và hình ảnh tại 3 sự kiện lớn Euro 2008, World Cup 2010 và Euro 2012 – những giải đấu và hành trình sau này trở thành nội dung và cảm hứng cho anh viết nên cuốn bút ký Phút 90++ không lâu sau.
Năm 2009, Anh Ngọc thực hiện cuộc phỏng vấn ngắn với danh thủ Alessandro Del Piero tại Trung tâm huấn luyện của câu lạc bộ Juventus, Torino, Ý. Đây chính là lần đầu tiên có một phóng viên người Việt Nam trực tiếp liên hệ và giữ bản quyền phỏng vấn một cầu thủ châu Âu mà không thông qua bất kỳ bên thứ ba nào, 3 năm sau, vào tháng 1 năm 2012, anh tham gia làm trợ lý báo chí và ngôn ngữ cho chuyến thăm Việt Nam lần đầu tiên của danh thủ Fabio Cannavaro, theo kèm là những bài viết và trao đổi với nhà vô địch thế giới người Ý.
Tháng 10 năm 2010, tạp chí France Football đã trực tiếp liên hệ với Anh Ngọc để mời anh đại diện cho các nhà báo Việt Nam trong cuộc bầu chọn Quả bóng vàng FIFA lần thứ nhất, sau khi giải được hợp nhất với giải thưởng Quả bóng vàng châu Âu. Từ đó tới nay, anh cũng là nhà báo duy nhất của Việt Nam hàng năm có được vinh dự này.
Ngoài công việc tại Thông tấn xã Việt Nam, Anh Ngọc còn tham gia cộng tác với Đài Truyền hình Việt Nam, Đài Truyền hình kỹ thuật số VTC và kênh thể thao K+. Anh cũng là khách mời thường xuyên của chương trình Cà phê sáng và các buổi bình luận bóng đá của nhiều đài truyền hình trong nước. Ngoài ra, anh cũng từng là khách mời cho chương trình Khách của VTV3 của nhà báo Lại Văn Sâm vào tháng 10 năm 2012. Anh cũng là cộng tác viên cho nhiều tờ báo như Tin tức, Lao động, Tuổi trẻ, Thanh niên,... cùng nhiều tạp chí như Đẹp, Đàn ông,... Ngoài công việc viết bài, Anh Ngọc cũng là nhà báo ảnh dù tự nhận mình chưa bao giờ là một người chụp ảnh giỏi. Từ năm 2017, Anh Ngọc trở thành cố vấn của chương trình Ai là triệu phú và phụ trách chuyên mục về câu chuyện thể thao trong chương trình Cafe sáng với VTV3 trên VTV.
Anh Ngọc cũng là một trong những nhà báo của Việt Nam tham gia tác nghiệp tại World Cup 2014 ở Brazil, Euro 2016 tại Pháp cũng như World Cup 2018 tại Nga. Anh trở lại bình luận cho Seria A sau khi FPT chính thức có được bản quyền phát sóng tại Việt Nam kể từ mùa giải 2018–19. Năm 2021, khi VTVcab có bản quyền Serie A, anh trở lại cabin bình luận của VTVCab sau 8 năm vắng bóng. Anh không thể đi tác nghiệp tại Euro 2020, giải đấu bị lùi sang mùa hè năm 2021 do những diễn biến phức tạp của đại dịch COVID-19. Đây là giải đấu duy nhất anh không đi tác nghiệp kể từ Euro 2008 ở Áo và Thụy Sĩ. Anh cũng tham gia tác nghiệp tại World Cup 2022 ở Qatar.

### Nhà văn
~ Anh Ngọc, trong chương trình Cafe sáng: Mối tình đầu tháng 6 năm 2013
Sau quãng thời gian công tác đầu tiên kéo dài gần 4 năm tại Ý, Anh Ngọc đã quyết định cho ra mắt cuốn tản văn đầu tay mang tên Nước Ý, câu chuyện tình của tôi trong khuôn khổ Chương trình hợp tác Văn hoá thể thao Ý-Việt vào ngày 23 tháng 5 năm 2012. Cuốn sách được phát hành và phân phối bởi công ty Nhã Nam. Bộ khung cuốn sách đã được anh cùng nhà báo Yên Ba phác thảo từ năm 2007, bao gồm hơn 20 bài viết và ảnh chụp, ghi lại những khoảnh khắc khi anh sống tại đất nước này. Anh tâm sự cuốn sách là "một món quà tri ân các khán giả, độc giả cũ, đồng thời đem đến cho những người thuộc thế hệ trẻ chưa đi qua thời của chúng tôi''. Nhìn chung, Nước Ý, câu chuyện tình của tôi nhận được nhiều đánh giá tích cực từ độc giả. Nhà báo Yên Ba cho rằng "Cuốn sách là "đồng xu" mà Anh Ngọc đã tặng cho bạn, để bạn ném xuống đài phun nước Trevi, nó sẽ giúp bạn đến với nước Ý." trong khi nhà báo Nguyễn Trương Quý cho rằng tác giả viết sách theo phong cách "bình luận bóng đá [...] bằng một tình yêu chân thành", còn nhà báo Nguyễn Lương Phán đánh giá cao việc cuốn sách không bị tình cảm lấn át quá nhiều. Nhiếp ảnh gia Dương Minh Long nhận xét rằng cuốn sách đã cho thấy tình yêu đặc biệt của Anh Ngọc với đất nước này. Cuốn sách sau đó cũng được giới thiệu trong chuyên mục Mỗi ngày 1 cuốn sách của kênh VTV1 Đài truyền hình Việt Nam.

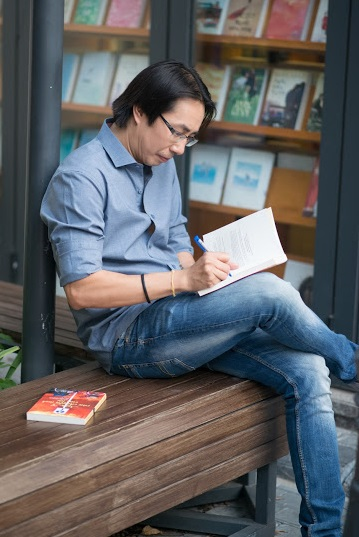
Trương Anh Ngọc tại Phố sách 19/12, Hà Nội, tháng 4 năm 2018.

Sau thành công của cuốn sách đầu tay, ngay trước khi lên đường nhận nhiệm kỳ thứ 2 tại Ý, Anh Ngọc cho ra mắt cuốn sách thứ hai của mình mang tên Phút 90++ vào ngày 2 tháng 10 năm 2013. Tác phẩm là cuốn bút ký ghi lại những quãng đường tác nghiệp của anh tại 3 giải đấu lớn là Euro 2008, World Cup 2010 và Euro 2012 dưới trải nghiệm của một nhà báo chứ không chỉ của một người du lịch. Nhã Nam tiếp tục là đơn vị phát hành cuốn sách này. Anh giải thích "hai dấu '+' [...] chính là những điều hoàn toàn ngoài sân cỏ". Ngoài ra, anh cũng giải thích về bức hình cậu bé da đen đứng sau cánh cửa mà anh chọn làm ảnh bìa: "Tôi đã bắt gặp lại mình của thời thơ ấu trong ánh mắt của cậu bé khi mở hé cánh cửa ấy...". Đạo diễn Việt Tú đánh giá cuốn sách mang đầy đủ yếu tố gai góc, chân thực cũng như lãng mạn trong khi báo Nhân dân cho rằng tác giả "đã thể hiện sự say nghề của một nhà báo, với con mắt quan sát sắc sảo, thấm đẫm tình người". Cuốn sách, cùng với Nước Ý, câu chuyện tình của tôi, sau đó trở thành một phần của chủ đề tranh luận "Đi" trong giới trẻ cùng khoảng thời gian đó.

#### Tản văn
- Nước Ý, câu chuyện tình của tôi (2012)
- Phút 90++ (2013)
- Nghìn ngày nước Ý, nghìn ngày yêu (2017)
- Hẹn hò với Paris (2018)
- Đi khi ta còn trẻ (2022)

## Quan điểm

### Bóng đá
~ Anh Ngọc, trong bài phỏng vấn với tạp chí Đẹp tháng 1 năm 2012
Là một cây viết kỳ cựu đồng thời là một biên tập viên, một bình luận viên bóng đá nổi tiếng, Anh Ngọc có được sức hút lớn với những người quan tâm tới môn thể thao này và được coi là một trong những nhà báo thể thao hàng đầu Việt Nam. Dù nổi tiếng về tình yêu dành cho nước Ý, song anh cũng rất quan tâm tới bóng đá Việt Nam. Trong lần xuất hiện là khách mời của chương trình Khách của VTV3 trên sóng Đài Truyền hình Việt Nam, anh bộc bạch trăn trở về nền bóng đá nước nhà khi khái niệm "chuyên nghiệp" vẫn chưa tồn tại trong "cách đầu tư, chuyên nghiệp là ở cách suy nghĩ của các ông chủ, chuyên nghiệp từ các trọng tài, từ thái độ thi đấu, tinh thần của các cầu thủ..." Mặt khác, anh cũng thể hiện nỗi niềm về khan hiếm tài năng bóng đá và tỏ ra đồng cảm với người hâm mộ bóng đá nước nhà: "Người hâm mộ mình tội lắm, họ ghét đấy, yêu đấy và luôn cho những người đã sai lầm ấy cơ hội. Chỉ tiếc, nhiều ngôi sao đã không ý thức được tình cảm ấy và vẫn tiếp tục phản bội người hâm mộ".
Nói về nghề bình luận viên bóng đá, Anh Ngọc tự nhận mình có phong cách bình luận sôi nổi của Nam Mỹ và thích cập nhật thông tin, ngay cả trong trận đấu. Mặt khác, anh cũng bộc lộ nhiều lo lắng: "Đam mê và cách thể hiện đam mê như thế nào thực ra mới chỉ là một phần của nghề này. Tôi đã thấy nhiều bình luận viên trẻ bây giờ có được niềm đam mê ấy, nhưng làm được việc là phân tích trận đấu như bình luận viên thế hệ đi trước thì chưa có ai". Anh Ngọc trực tiếp tham gia chương trình tuyển chọn bình luận viên trên kênh K+ mang tên "Người truyền lửa" vào năm 2012.
Bản thân Anh Ngọc cũng từng thổ lộ mong muốn thấy người hâm mộ thưởng thức bóng đá có văn hóa hơn và có thể được chia sẻ ý kiến với họ qua bất kể phương tiện nào Tháng 1 năm 2013, anh lên tiếng phát động phong trào "Cổ vũ bóng đá có văn hóa".

### Nghề báo
~ Anh Ngọc
Công việc chính của Anh Ngọc không phải là một bình luận viên bóng đá hay phóng viên thể thao, mà là một phóng viên thời sự quốc tế. Tự nhận không được biết tới nhiều trong vai trò nhà báo, Anh Ngọc cho rằng đó là một động lực để thể hiện tốt hơn vai trò của mình.
Trong một bài viết trên tạp chí Người làm báo của Hội nhà báo Việt Nam, Anh Ngọc khẳng định nghề báo hiện đại cần phải đa năng và phải tìm tòi trong mọi yếu tố nhỏ nhất của cuộc sống. Hơn hết, anh cũng bày tỏ niềm đam mê được đi và khám phá, cùng với đó động viên những phóng viên trẻ hãy cố gắng thực hiện điều đó để hoàn thiện kỹ năng nghề báo của mình.

## Hoạt động xã hội
~ Anh Ngọc, trong buổi giao lưu "Bước đệm tới thành công" với sinh viên Hà Nội, tháng 8 năm 2013
Ngoài những hoạt động liên quan tới cộng đồng bóng đá Việt Nam, Anh Ngọc cũng tham gia tích cực vào những hoạt động xã hội khác. Anh có rất nhiều người hâm mộ, trên mạng xã hội và trong cả đời thực, và là một nhà báo có sức ảnh hưởng đến tầng lớp trẻ tuổi. Sau những hiệu ứng từ những cuốn sách Xách ba lô lên và đi của Huyền Chip, Tôi là một con lừa của Nguyễn Phương Mai, và John đi tìm Hùng của John Hùng Trần,... 2 cuốn tản văn của Anh Ngọc cũng được đưa vào trào lưu "văn học du ký" cùng những tranh luận (và cả tranh cãi) về chủ đề "Đi" trong giới trẻ. Cá nhân Anh Ngọc cho rằng mình viết sách dưới ngòi bút của một nhà báo, "đi như một người phượt nhưng không viết theo kiểu phượt. Tôi không kể lại chuyến hành trình đó một cách tỉ mỉ, mà viết cảm nhận về cuộc sống, con người ở đó", từ đó, anh rất ủng hộ giới trẻ tích cực "đi" để khám phá bản thân và cuộc sống.
Anh Ngọc cũng là người tham gia trao đổi về tác dụng về việc đọc sách trong buổi trò chuyện "Quyển sách thay đổi cuộc đời" cùng Á hậu Ngọc Oanh và cây bút Dâu Tây vào tháng 3 năm 2013. Ngày 25 tháng 8 cùng năm, anh cùng giáo sư Nguyễn Lân Dũng và nhà sử học Dương Trung Quốc cũng tham gia buổi trao đổi và chia sẻ kinh nghiệm thành công mang tên "Tôi 2.0: Bước đệm tới thành công" với sinh viên Hà Nội.
Anh Ngọc cùng với Đinh Tiến Dũng là hai người bình luận cho cuộc thi ABU Robocon 2013 diễn ra tại thành phố Đà Nẵng. Anh cũng từng tham gia vào video ca nhạc "Tôi là ngôi sao" của ca sĩ Hiền Thục, ra mắt vào giữa năm 2013. Video được sản xuất bởi Chu Minh Vũ, đạo diễn Lê Hà Nguyên. "Running man" Vũ Xuân Tiến cũng góp mặt trong video này. Anh Ngọc cũng chính là một trong những người trực tiếp hỗ trợ truyền thông và cố vấn cho Vũ Xuân Tiến sau khi "Running man" đột nhiên trở nên nổi tiếng khoảng giữa năm 2013. Kể từ năm 2013, anh cũng tham gia làm thành viên ban cố vấn của chương trình Đường lên đỉnh Olympia. Kể từ năm 2020, anh cũng tham gia làm "nhà thông thái" của chương trình Ai là triệu phú. Năm 2022, anh đã tham gia và trở thành một trong những đại sứ truyền thông cho chiến dịch Tôi đồng ý ủng hộ hôn nhân đồng giới tại Việt Nam.

## Đời tư
Anh Ngọc là người hâm mộ nổi tiếng của câu lạc bộ A.C. Milan. Anh thổ lộ ước mơ được tới nước Ý xuất hiện kể từ sau khi được xem World Cup 1990 và kỷ niệm với bài hát "Un'estate italiana" trình bày bởi Gianna Nannini và Edoardo Bennato. Thần tượng của anh, không chỉ trên sân cỏ mà còn về lối sống và đạo đức, là cựu danh thủ người Hà Lan, Marco van Basten. Ngoài đội tuyển Ý, anh còn ưa thích các đội tuyển Argentina, Hy Lạp và Hoa Kỳ. Anh cũng là một người hâm mộ câu lạc bộ Thể Công.
Anh Ngọc kết hôn năm 2002 với Nguyễn Thanh Thủy, một phóng viên Đài phát thanh và truyền hình Hà Nội. Họ có một người con gái là Anh Thư, sinh năm 2003, và sở hữu một căn nhà nhỏ tại phố Hào Nam, Hà Nội. Sau này, cặp vợ chồng chuyển đến sinh sống tại khu chung cư Vinhomes Ocean Park (Gia Lâm, Hà Nội). Anh Thư là cổ động viên cuồng nhiệt của câu lạc bộ A.S. Roma và danh thủ Francesco Totti. "Anh Thư" (và "Thư Anh") cũng là một trong những bút danh khác của Anh Ngọc trong những bài viết ngoài chủ đề bóng đá tại một vài ấn phẩm.
Ngoài niềm đam mê bóng đá và sở thích đi du lịch, Anh Ngọc cũng rất thích đọc, trong đó đặc biệt quan tâm tới Alexandre Dumas, Victor Hugo, Emile Zola và Lev Tolstoy. Nhân vật yêu thích của anh khi còn nhỏ thanh tra Corrado Cattani trong serie phim Bạch tuộc (1986) và cuốn sách Những tấm lòng cao cả của Edmondo De Amicis. Anh cũng ưa thích điện ảnh, thích xem phim, đặc biệt là điện ảnh Mỹ. Ngoài Van Basten, Anh Ngọc còn thần tượng vị tướng Napoléon Bonaparte. Về âm nhạc, anh yêu thích những nghệ sĩ như Frédéric Chopin, Wolfgang Amadeus Mozart, Richard Clayderman, Ennio Morricone, Queen, Michael Jackson, Whitney Houston và The Beatles.
Cũng giống với rất nhiều bình luận viên nổi tiếng khác, Anh Ngọc có thú vui là chơi và thu thập thông tin từ những game bóng đá điện tử như Championship Manager (tiền thân của Football Manager) hay Pro Evolution Soccer.